# Luigi-Armando I di Borbone-Conti
Luigi Armando di Borbone (Parigi, 4 aprile 1661 – Fontainebleau, 9 novembre 1685) è stato un militare francese fu il 2º principe di Conti dal 1666, e principe di La Roche-sur-Yon.

## Biografia
Era figlio di Armando di Borbone-Conti (1629 – 1666) e di Anna Maria Martinozzi (1639 – 1672), nipote del cardinale Mazarino.
Piccolo, un po' gobbo, sposò il 16 gennaio 1680 Maria Anna di Borbone-Francia (1666 – 1739), detta la prima Mademoiselle de Blois, figlia legittimata di Luigi XIV e della marchesa Luisa Francesca de la Baume Le-Blanc de La Vallière, divenendo così genero del re. Subito dopo la prima notte di nozze il matrimonio si rivelò sterile ed il giovane Luigi-Armando si diede ad una vita dissoluta, tanto da venir pesantemente richiamato all'ordine dallo stesso re.Nel 1685 seguì, con il fratello Francesco Luigi, il principe Luigi de La Tour d'Auvergne in Polonia a combattere come volontario. Giunti a Koman il 13 giugno, si misero agli ordini del duca Carlo V di Lorena. Combatterono valorosamente a Novigrad ed a Neuhäusel e quindi nella liberazione della città di Gran assediata dai turchi. Rientrarono in Francia alla fine di agosto. A fine dello stesso anno la principessa di Conti contrasse il vaiolo ed il marito si trattenne presso di lei per curarla: lei guarì ma lui contrasse a sua volta la terribile malattia e ne morì. Il titolo di principe di Borbone-Conti passò quindi al fratello Francesco Luigi.

## Ascendenza
|                                    |   |                                   | Genitori                         |  |  | Nonni |  |  | Bisnonni                  |  |  | Trisnonni                |  |
|                                    |   |                                   |                                  |  |  |       |  |  | Enrico I di Borbone-Condé |  |  | Luigi I di Borbone-Condé |  |
|                                    |   |                                   |                                  |  |  |       |  |  | Enrico I di Borbone-Condé |  |  | Luigi I di Borbone-Condé |  |
|                                    |   | Eleonora di Roucy                 |                                  |  |  |       |  |  | Enrico I di Borbone-Condé |  |  |                          |  |
| Enrico II di Borbone-Condé         |   |                                   |                                  |  |  |       |  |  | Enrico I di Borbone-Condé |  |  |                          |  |
|                                    |   | Carlotta Caterina de La Trémoille | Luigi III de La Trémoille        |  |  |       |  |  |                           |  |  |                          |  |
|                                    |   | Carlotta Caterina de La Trémoille | Luigi III de La Trémoille        |  |  |       |  |  |                           |  |  |                          |  |
|                                    |   | Carlotta Caterina de La Trémoille | Jeanne de Montmorency            |  |  |       |  |  |                           |  |  |                          |  |
| Armando di Borbone-Conti           |   | Carlotta Caterina de La Trémoille |                                  |  |  |       |  |  |                           |  |  |                          |  |
|                                    |   | Enrico I di Montmorency           | Anne, duca di Montmorency        |  |  |       |  |  |                           |  |  |                          |  |
|                                    |   | Enrico I di Montmorency           | Anne, duca di Montmorency        |  |  |       |  |  |                           |  |  |                          |  |
|                                    |   | Enrico I di Montmorency           | Maddalena di Savoia              |  |  |       |  |  |                           |  |  |                          |  |
| Carlotta Margherita di Montmorency |   | Enrico I di Montmorency           |                                  |  |  |       |  |  |                           |  |  |                          |  |
|                                    |   | Luisa di Budos de Portes          | Giacomo di Budos                 |  |  |       |  |  |                           |  |  |                          |  |
|                                    |   | Luisa di Budos de Portes          | Giacomo di Budos                 |  |  |       |  |  |                           |  |  |                          |  |
|                                    |   | Luisa di Budos de Portes          | Caterina di Clérmont-Montoison   |  |  |       |  |  |                           |  |  |                          |  |
| Luigi-Armando I di Borbone-Conti   |   | Luisa di Budos de Portes          |                                  |  |  |       |  |  |                           |  |  |                          |  |
|                                    | … | …                                 |                                  |  |  |       |  |  |                           |  |  |                          |  |
|                                    | … | …                                 |                                  |  |  |       |  |  |                           |  |  |                          |  |
|                                    | … | …                                 |                                  |  |  |       |  |  |                           |  |  |                          |  |
| Geronimo Martinozzi                | … |                                   |                                  |  |  |       |  |  |                           |  |  |                          |  |
|                                    |   | …                                 | …                                |  |  |       |  |  |                           |  |  |                          |  |
|                                    |   | …                                 | …                                |  |  |       |  |  |                           |  |  |                          |  |
|                                    |   | …                                 | …                                |  |  |       |  |  |                           |  |  |                          |  |
| Anna Maria Martinozzi              |   | …                                 |                                  |  |  |       |  |  |                           |  |  |                          |  |
|                                    |   | Pietro Mazarino                   | Girolamo Mazarino                |  |  |       |  |  |                           |  |  |                          |  |
|                                    |   | Pietro Mazarino                   | Girolamo Mazarino                |  |  |       |  |  |                           |  |  |                          |  |
|                                    |   | Pietro Mazarino                   | Margherita de Franchis-Passavera |  |  |       |  |  |                           |  |  |                          |  |
| Laura Margherita Mazarino          |   | Pietro Mazarino                   |                                  |  |  |       |  |  |                           |  |  |                          |  |
|                                    |   | Ortensia Buffalini                | …                                |  |  |       |  |  |                           |  |  |                          |  |
|                                    |   | Ortensia Buffalini                | …                                |  |  |       |  |  |                           |  |  |                          |  |
|                                    |   | Ortensia Buffalini                | …                                |  |  |       |  |  |                           |  |  |                          |  |
|                                    |   | Ortensia Buffalini                |                                  |  |  |       |  |  |                           |  |  |                          |  |

## Titoli e trattamento
- 30 aprile 1661 – 26 febbraio 1666 Sua Altezza Serenissima Il Principe di La Roche-sur-Yon
- 30 aprile 1661 - 9 novembre 1685 Sua Altezza Serenissima Il Principe di Conti